# Уэлен-Леонард, Мэри
Мэри Уэлен (англ. Mary Whalen), после замужества Мэри Уэлен-Леонард (англ. Mary Whalen Leonard, род. 1942, США) — натурщица американского художника и иллюстратора Нормана Роквелла в 1950-е годы, в начале XXI века получила известность как автор воспоминаний о своих встречах с ним. «Она была лучшей моей моделью», — написал сам Норман Роквелл о Мэри Уэлен в своей автобиографии «Норман Роквелл: Мои приключения в качестве иллюстратора» (англ. «Norman Rockwell: My Adventures as an Illustrator»), вышедшей в 1960 году. Уэлен он запечатлел на трёх обложках журнала Saturday Evening Post. Мэри Уэлен также позировала для Джорджа Хьюза (англ. George Hughes, 1907—1990) и Дона Уинслоу (англ. Don Winslow). В 1976 году Мэри Уэлен-Леонард говорила о Роквелле журналисту Saturday Evening Post: «Он гений с детским сердцем, человек, который оставляет неизгладимый отпечаток как на людях, так и на холсте».
Биография Мэри Уэлен-Леонард привлекла внимание крупных американских средств массовой информации, которые рассказали о её судьбе и сотрудничестве с Норманом Роквеллом. Среди них: The Washington Post и Saturday Evening Post (цикл из трёх статей). Писатель Уилл Лэч издал книгу «„Один день из жизни девочки“ Нормана Роквелла» (англ. Norman Rockwell’s A Day in the Life of a Girl) с иллюстрациями Роквелла, текст которой основан на воспоминаниях позировавшей для этой картины Мэри Уэлен-Леонард.

## Биография
Мэри Уэлен родилась с братом-близнецом Питером в 1942 году в семье адвоката. К началу 1950-х годов она проживала в городе Арлингтон, в штате Вермонт. 22 декабря 1951 года, присутствуя вместе с отцом на баскетбольном матче старшеклассников местных школ, юная Мэри Уэлен почувствовала жажду. Увидев, что сидящие рядом болельщики держали в руках безалкогольные напитки, девочка попросила отца купить ей подобный напиток. Он попытался объяснить, что прохладительные напитки продавались только во время первого тайма, и купить их сейчас невозможно, но человек, сидевший за ними, услышав разговор, предложил Мэри собственную кока-колу. Девочка не была знакома с этим человеком, однако с благодарностью приняла предложенный напиток. Спасителем оказался художник Норман Роквелл. Его сын участвовал в матче. Разговаривая после игры с отцом Мэри (который был адвокатом Роквелла), художник спросил Мэри, не хочет ли она в свою очередь помочь ему. Девочка ответила: «Конечно!», не подозревая, о чём пойдёт речь.

### Творческие и личные отношения художника с Мэри Уэлен

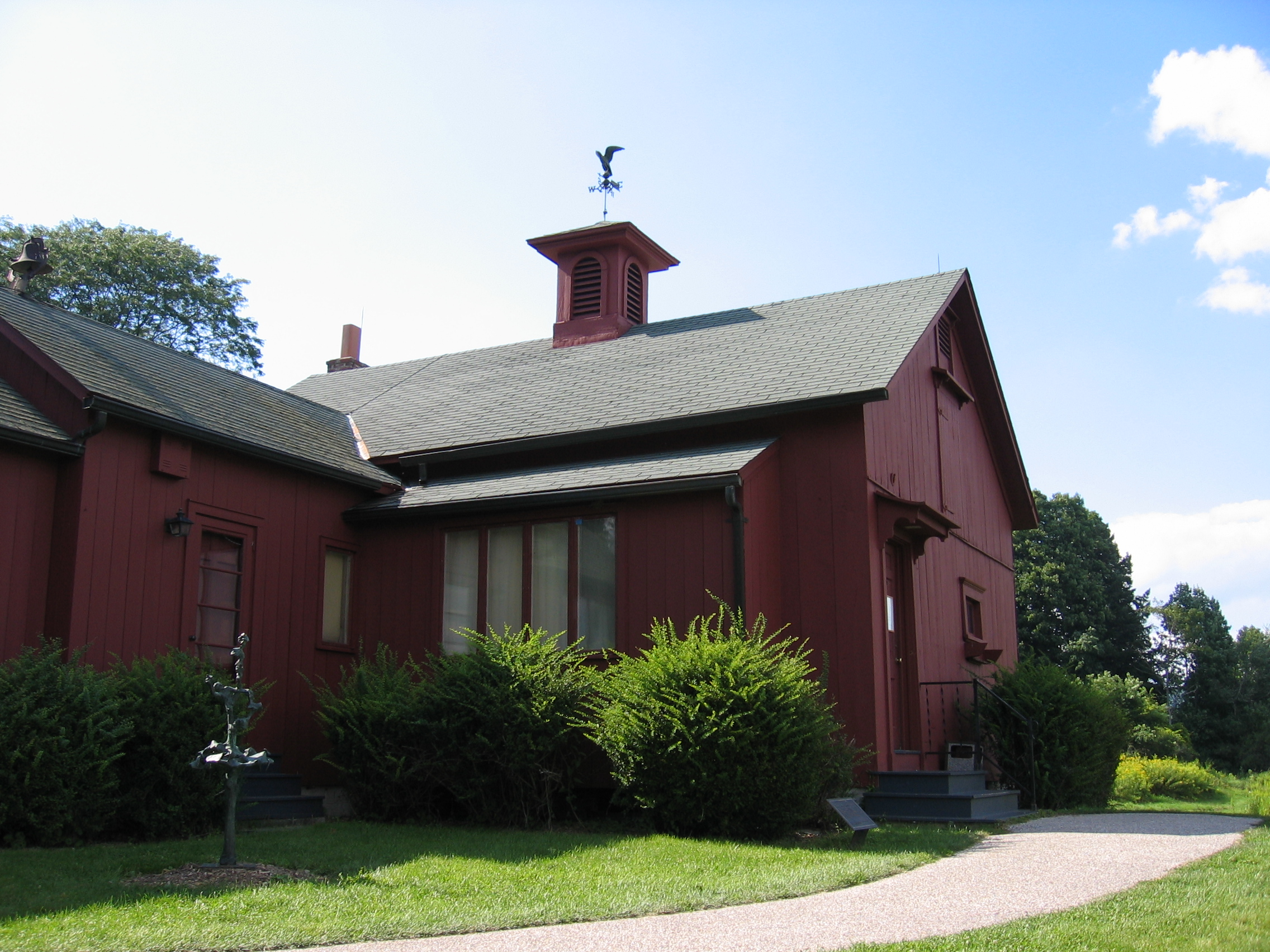
Студия Нормана Роквелла в Стокбридже с 1953 года, куда Мэри Уэлен приезжала к художнику

Мэри Уэлен в начале 1950-х годов позировала для картин Роквелла «Девочка у зеркала» (англ. «Girl at the Mirror»), «Один день из жизни девочки» (англ. «Day in the Life of a Little Girl») и «Синяк» (англ. «The Shiner»), которые предназначались для обложки журнала Saturday Evening Post. Кроме картин, она позировала для двух серий календаря «Времена года» (англ. «Four Season calendar») и нескольких рекламных объявлений, в том числе для рекламы компании «Келлог» (англ. «Kellogg»). Всё это происходило, когда Мэри было от 10 до 12 лет.
В конце 1960-х годов уже повзрослевшая Мэри Уэлен заходила в студию Роквелла в Стокбридже, чтобы получить автограф на недавно изданной книге художника. Он подписал на книге дарственную надпись для будущего супруга девушки, Филипа, и самой Мэри, а затем показал ей студию. На свадьбу художник прислал молодожёнам подарок. Позже, когда Мэри посылала Роквеллу рождественские открытки с фотографиями своих детей, она получала от художника небольшие письма с благодарностью за то, что не забывает о нём. Мэри Уэлен писала в 2014 году: «Я никогда не чувствовала себя забытой им. Это принесло мне радость оставаться вспоминаемой». Мэри не знала, почему Роквелл назвал её своей любимой моделью, но сам он быстро стал для неё одним из близких людей. Она писала: «Я поддерживала с ним связь, пока он не умер. Он всегда посылал мне небольшое письмо на Рождество и утверждал, что скучал по мне».

### Мэри Уэлен и изучение творчества Нормана Роквелла
К 1970-м годам Роквелл был гораздо более популярен среди широкой публики, чем у искусствоведов, которым его стиль казался безнадёжно устаревшим. Мэри Уэлен-Леонард не распространялась, что позировала для Роквелла, даже для знаменитых картин «Девушка в зеркале» и «Синяк». Она рассказывала, что несколько раз вскользь упомянула о знакомстве с Роквеллом, но собеседники «просто рассмеялись и сказали, что он не художник», назвав его творчество китчем. Мэри признавалась, что это причиняло ей боль, так как искренне была привязана к художнику.
Долгое время Мэри жила в Аризоне, но затем вернулась в Вермонт. В настоящее время Мэри Уэлен участвует в мероприятиях, посвящённых памяти художника, делится воспоминаниями о нём в средствах массовой информации. Также она участвует в собраниях своих сверстников, которые когда-то, будучи детьми, позировали Роквеллу. Натурщики и натурщицы Нормана Роквелла из Арлингтона собираются в Музее Беннингтона, чтобы вместе посетить экспозицию картин художника и поделиться своими воспоминаниями с публикой. Такие встречи проходили в 1989, 2010, 2012, 2014, 2018 годах.
Художник относился к своей юной модели с уважением, поэтому сама Мэри Уэлен испытала печаль, недоверие и разочарование, когда прочитала в изданной в 2013 году книге Деборы Соломон «Американское зеркало: жизнь и искусство Нормана Роквелла» о том, что девочка, изображённая на картине «Девочка у зеркала», «со спины может казаться мальчиком». Такой вывод американский искусствовед сделала на основе отдельных анатомических особенностей изображения мышц спины, хотя Соломон признаёт, что так могла бы выглядеть и девочка-сорванец (Мэри Уэлен подтвердила, что действительно любила играть в любую игру с мячом, которая происходила во дворе или окрестностях). Предположение Соломон относится к изображению со спины реальной девочки, которой противопоставляется девочка в зеркале (искусствовед не высказывала сомнений, что там отражается девочка). В своей статье, опубликованной в журнале Smithsonian, Соломон снова поднимала вопрос о девочках на картинах Роквелла, которые ведут себя как мальчики, приведя в качестве примера рыжую девочку (англ. readheaded girl) на картине «Девочка с синяком под глазом». Мэри Уэлен вновь разошлась во взглядах с Соломон, заявив в первую очередь, что ни она, ни девочка на обложке журнала не была рыжей (хотя на репродукции картины цвет волос героини — рыжий, а фотографии Мэри Уэлен для этой картины — чёрно-белые и её собственный цвет волос не передают). По её предположению, художник больше интересовался в своей картине передачей сюжета, чем изображением прекрасного женского тела.

## Личная жизнь
В детстве Мэри Уэлен была типичной маленькой американкой, которых любил рисовать Норман Роквелл: с одной стороны — подвижным и ершистым сорванцом, с другой — серьёзной и вдумчивой девушкой, которая читала всё, что могла, о Кларе Бартон и Флоренс Найтингейл. За своё детство она посмотрела не более пяти кинофильмов и до сих пор не уверена в том, что Джейн Расселл, портрет которой на развороте журнала девочка держит в руках на картине Роквелла «Девочка у зеркала», была кинозвездой.
Большое уважение Мэри Уэлен испытывала на протяжении жизни к своей тётке Мэри Веронике Куллинан, которая страдала врождённым смещением бедра. Долгое время средств для лечения его не существовало. Несмотря на увечье, Куллинан до 1942 года работала медсестрой, а затем помогала матери Мэри растить родившихся у неё близнецов. Позже она стала физиотерапевтом и участвовала в борьбе против полиомиелита, который после Второй мировой войны свирепствовал в США. Она обладала незаурядным чувством юмора и была прекрасной рассказчицей. По примеру Мэри Вероники Куллинан Мэри Уэлен мечтала стать физиотерапевтом, но мечта не реализовалась из-за слабого знания школьного курса химии. Девушка после окончания колледжа вышла замуж и переехала в город Темпе в штате Аризона со своим мужем — Филипом Леонардом, который стал профессором математики в Колледже свободных наук и искусств крупнейшего в США публичного образовательного и исследовательского университета — Университета штата Аризона. Там она воспитывала троих детей. Каждое лето она возвращалась на малую родину, где заботилась о матери, страдавшей в последние годы от неизлечимой стадии рака. Впоследствии, предположительно, из-за этого, она стала капелланом и психологом-консультантом (по специальности консультирование по вопросам скорби — англ. grief counselor) в больнице.
Мэри Уэлен-Леонард в детстве и юности не придавала большого внимания внешности, не использует даже в пожилом возрасте макияж и мало следит за своим гардеробом, признаётся, что ненавидит зеркала. Она убеждённая католичка, мечтает о введении рукоположения женщин, в своё время симпатизировала феминистскому движению, хотя и не принимала в нём активного участия.

## Картины Нормана Роквелла, для которых позировала Мэри Уэлен

### Реклама автомобиляPlymouth
Мэри Уэлен (на картине она находится слева) вместе со своей матерью, братом-близнецом и маленьким двоюродным братом позировала художнику для рождественского рекламного плаката автомобиля Plymouth (англ. «Oh boy, it's Pop with a new Plymouth», The Saturday Evening Post, 22 декабря 1951, с. 9). «Мне пришлось одолжить купальный халат, — рассказывала Мэри, — потому что у меня его не было» (она так и не пользуется банным халатом до сих пор). В рекламе Plymouth нет изображения самого автомобиля, описания его особенностей. Взволнованные лица семьи рассказывают о них. Роквелл создал большую картину для рекламного плаката и почтовую открытку на основе этого изображения. Мэри Уэлен-Леонард рассказывала, что она в детстве была по-настоящему заинтригована Роквеллом. «Он обезоружил меня, когда я впервые зашла в его студию». — Он сказал: «Ты можешь называть меня Норман. Меня зовут Норман. Я действительно доверяла ему. [В то время] вы никогда не назвали бы взрослого по имени!»

### «Один день из жизни девочки» (1952)

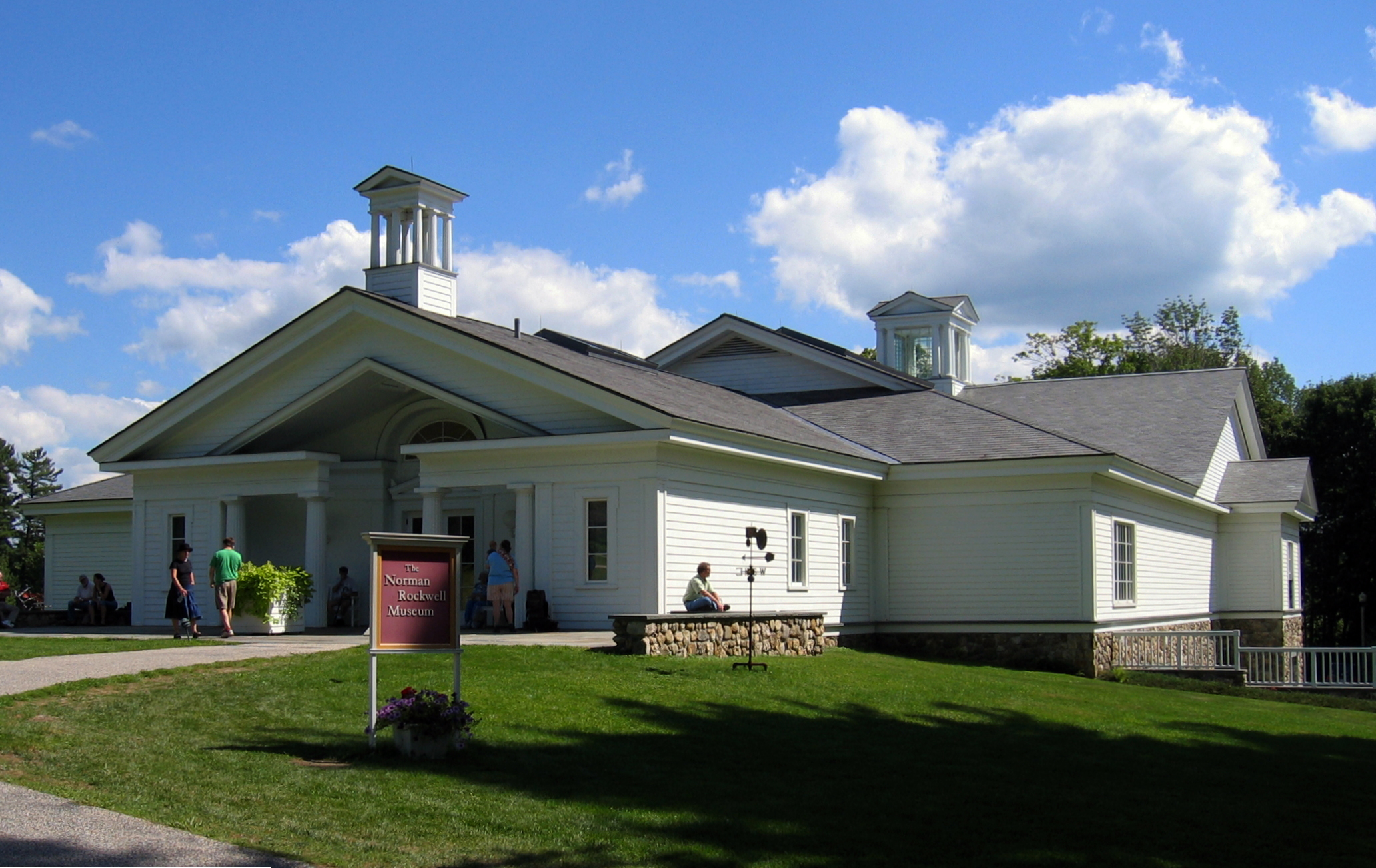
Музей Нормана Роквелла, в коллекции которого находится картина

Картина «Один день из жизни девочки», на основе которой была создана обложка журнала Saturday Evening Post, выполнена в технике масляной живописи по холсту, размер — 114,5 × 106,5 сантиметра. Картина находится в коллекции Музея Нормана Роквелла, который приобрёл её у Роберта Фуосса. Роквелл рассказывал, что ему нравилось работать с 9-летней Мэри Уэлен, которая «могла выглядеть грустно в одну минуту, весёлой — в следующую, поднимать брови, пока они не вылезали на лоб». Сама Мэри отмечала у художника отсутствие авторитарности. «Я была сдержанна, а он хотел бы заставить меня быть эмоциональной, смеясь, или хлопая, топая ногами, или прыгая вверх и вниз, заставляя меня смеяться… В детстве мне нравилось быть частью чего-то. Он знал, чего хочет, и знал, как это получить от тебя. И затем, когда он добился [достоверного эмоционального состояния], он просто крикнул: „О, это замечательно! Это прекрасно!“» Для обложки 1952 года «Один день из жизни девочки» Роквелл изобразил более 20 эмоциональных состояний Мэри. «Потребовалась неделя, — рассказывала Мэри, — чтобы нарисовать сцены для обложки 1952 года». «Один день из жизни девочки» выполнялся последовательно, как ролик для фильма. Фотограф Джин Пелхэм сделал десятки снимков, а художник поставил каждую сценку для них.

Норман Роквелл. Один день из жизни девочки, 1952

«Когда я позировала для „Одного дня из жизни девочки“, — рассказывала Мэри в изложении Дайаны Денни, — я встала рано, мама причесала мне волосы, сплела косы, и мы пошли [в студию Роквелла]». Первое, что Роквелл сказал им: «Мы собираемся испортить волосы Мэри», и с этими словами он взъерошил её опрятные косы. Первые шесть сцен были завершены за один день. На картине изображён хорошо знакомый сюжет: мальчик встречает девочку, пытается в шутку топить её в бассейне во время купания… Мэри рассказывала, что она и её партнёр на самом деле никогда не позировали в бассейне — позирование для всех сценок проходило в студии. Эффект капающей с влажных волос воды, например, был достигнут с помощью чашки воды. И дети не толкали головы друг друга вниз, как это запечатлено в сценках шуточного утопления. «Мы использовали бронзовый бюст, чтобы опираться… чтобы правильно поднять локоть», — утверждает спустя 60 лет Мэри, а затем добавляет: «Я три или четыре года назад побывала в музее Роквелла, и у них всё ещё был этот бюст в его студии!» Мальчик на картине — Чак Марш (англ. Chuck Marsh), ещё одна модель художника с выразительным лицом. Он был героем более ранней обложки Роквелла «Один день из жизни мальчика», которая была опубликована в том же журнале тремя месяцами раньше.
По сюжету картины мальчик и девочка становятся друзьями, катаются на велосипеде, идут в кино, а затем зритель видит их на вечеринке по случаю дня рождения. В этой сцене на Мэри надето праздничное платье, купленное для неё Роквеллом. Дайана Денни отмечала, что хотя это выглядит как благотворительность, но, скорее всего, подарок был вызван настойчивостью художника в отношении деталей своих картин. В сцене празднования участвовало много моделей, включая брата-близнеца Мэри, Питера, и младшего брата Чака Марша, Донни, чья роль состояла в том, чтобы съесть торт и мороженое. Мэри вспоминала живой интерес Донни к лакомствам, приготовленным для тяжёлой дневной съёмки. Также она отмечала, что её собственная повседневная жизнь отличалась от изображённого Роквеллом. Она не надевала купальную шапочку в бассейне, не вела дневник, хотя сценка с ним стала её любимой.
Мэри Уэлен вспоминала, что художник её просто потряс купленными специально для позирования для картины жёлтым купальником-бикини и «милым» бледно-розовым швейцарским платьем в крапинку с чёрным бархатным бантом. Он узнал у матери девочки её размер и сам отправился в Беннингтон за 16 миль, чтобы купить их в подарок для Мэри.
Десятилетний Чак Марш отметил, что сцена поцелуя была для него «самой трудной». Ему очень нравилась Мэри, но он вовсе не собирался целовать девочку. В конце концов Роквелл вынужден был уступить, он поставил Чака и Мэри в сцене поцелуя отдельно друг от друга. Чак должен был поцеловать не Мэри, а бронзовый бюст. В конце долгого дня Мэри сидит в постели и делает записи в своём дневнике. Когда Роквелл приступил к последней сцене, возникла проблема. Он вспомнил множество жалоб, которые получил на созданный незадолго до этого «Один день из жизни мальчика». Перед сном мальчик на этой картине не произносил молитву, что вызвало недовольство. Сцена с молитвой была добавлена в картину «Один день из жизни девочки», но другая, уже нарисованная, сцена была из-за этого удалена. Удалённой оказалась «очаровательная», по мнению американской журналистки Дайаны Денни, сцена, где улыбающиеся Мэри и Чак благодарили хозяйку вечеринки (девочка в розовой шляпе). В последней сценке картины счастливая Мэри уже спит с улыбкой на лице, а подарок с вечеринки лежит рядом с ней на постели.
В 2017 году была издана книга «„Один день из жизни девочки“ Нормана Роквелла» (издательство Abbeville Press) — детская книга в картинках, в которой 22 сцены из картины Роквелла сопровождаются комментариями её автора Уилла Лэча (англ. Will Lach), основанными на воспоминаниях Мэри Уэлен о работе с Роквеллом. «Когда мы закончили позировать, у Нормана в руках был маленький колокольчик, в который он позвонил. Это было похоже на волшебство — внезапно женщина, которая работала на него, вошла с кокой для каждого из нас», — рассказывает, в частности, Уэлен-Леонард в книге.
События дня девочки были настолько характерны для американского ребёнка, что обложка журнала Saturday Evening Post с репродукцией картины «Один день из жизни девочки» завоевала широкую популярность. В других странах обложки Роквелла также были популярны. Они воспринимались там как типичные для американской культуры. Вместе с тем эта обложка была не столь популярна, как «Один день из жизни мальчика». Причину такого сравнительного неуспеха Роквелл видел в том, что «занятия девочек не столь разнообразны».
В частной коллекции находится единственный известный этюд к этой картине (выполненный углём на бумаге) с надписью «Мои наилучшие пожелания моей любимой модели / Мэри Уэлен/ С уважением» и подписью художника. О том, как и когда этюд попал в частную коллекцию, не сообщается.

### «Девочка с синяком под глазом» (1953)
Роквелл решил использовать Мэри в качестве натурщицы картины, послужившей основой для репродукции на обложке журнала Saturday Evening Post, вышедшего 23 мая 1953 года, где должна была быть изображена девочка с подбитым в драке глазом. Картина называлась «Девочка с синяком под глазом»  (англ. «Girl With Black Eye»,англ. «The Young Lady with a Shiner») или просто «Синяк» (англ. «The Shiner»). У картины есть и другие названия: «Перед кабинетом директора» (англ. Outside the Principal’s Office), англ. «Triumph in Defeat». Набросок к этой картине, сделанный углём на бумаге, наклеенной на доске (размером 83 × 67,5 см) был продан Россом Эберманом 5 октября 1981 года, а затем перепродан за 326 500 долларов 3 декабря 2008 года на аукционе Sotheby's. На нём присутствует дарственная надпись: «Мои самые лучшие пожелания моему юному другу Россу Эберману от его старого друга Нормана Роквелла». Набросок выполнен около 1953 года.
Уэлен была неожиданно вызвана к директору её школы. Это напугало Мэри. Девочка пришла к выводу, что у неё возникли некие проблемы. «Это было действительно страшно, — рассказывала Мэри. — Но мой милый брат (он — мой брат-близнец, поэтому мы учились в одном классе) взял меня за руку, и мы пошли вместе». Девочка с облегчением обнаружила ожидающего её Роквелла и узнала причину неожиданного вызова. 
Художник прибыл из своей студии в Арлингтоне, штат Вермонт, в Кембридж (Нью Йорк), где была школа Мэри, находившийся среди сельскохозяйственных угодий в 35 милях к северо-востоку от Олбани. Роквелл сфотографировал кабинет директора и дверь, а также самого директора школы и его секретаря. Дверь даже была снята с петель и доставлена в его мастерскую. Студийные фотосессии также включали съёмки Мэри Уэлен-Леонард в юбке из шотландки и с взъерошенными косичками. Роквелл спросил её, не хочет ли она выиграть сражение у своих братьев, и «просто вытащил эту улыбку из меня в тот день», — рассказывала Уэлен для Associated Press. Мэри Уэлен рассказывала, что работа над картиной сопровождалась смехом и весельем. Однажды Роквелл встал на колени на пол и ударил по нему кулаками, чтобы вызвать у неё улыбку, которой добивался для картины. Художник показал юной модели эскиз и спросил, что она думает об этом. Мэри легко поняла, что героиня одержала победу в драке, и для неё неважно, что она получила синяк. Это был «трофей»! Во время реконструкции школы в 2017 году дверь, запечатлённая на картине, была помещена в стеклянную витрину рядом со школьной библиотекой в сопровождении нескольких чёрно-белых фотографий Роквелла и копии обложки Saturday Evening Post, на которой запечатлена эта картина.
Хотя сцена изображает кабинет директора, его роль на самом деле выполняла мастерская художника. Мэри рассказывала, что не видела директора и секретаря на предварительных эскизах, хотя на всех вариантах картины, приведённых в каталоге Моффатт, эти фигуры присутствуют. Согласно книге Сьюзен Э. Мейер «Люди Нормана Роквелла», художник «колебался» по поводу присутствия взрослых персонажей на этом изображении: «Он добавил их, потом удалил их и опять вернул. [Художник] Джордж Хьюз убеждён, что они были сохранены, потому что он посоветовал Роквеллу удалить их». Была распространена шутка, что Роквелл спрашивал совет Хьюза и всегда делал обратное тому, что тот предлагал.
Одной из проблем для художника стало изображение ног: потребовалась специальная фотосессия, на которой фотографировались только ноги Мэри в различных ботинках и носках. Однако самой большой проблемой Роквелла было получение эффекта синяка. Он попробовал на своей юной модели древесный уголь, затем — макияж, но это не давало реалистичного эффекта и не позволило добиться точного распределения цветов и неравномерной отёчности. Попытки художника писать по памяти синяк не удавались. Он решил найти ребёнка с синяком. Роквелл использовал все свои контакты, даже лично посетил больницы в Беннингтоне и Питтсфилде, но не нашёл ребёнка со свежим синяком. В Massachusetts photographer было опубликовано объявление о поиске ребёнка с синяком, которое распространили телеграфные агентства (по другой версии, объявление было напечатано в The Berkshire Eagle, в нём указывалось, что принимается синяк любого цвета в его зрелой стадии, «яркий и реалистичный»). Роквелл предложил пять долларов в награду. Было получено множество писем в ответ, среди них — от тюремного надзирателя с Юга, который писал, что в учреждении, где он работает, произошёл бунт и у него сотни заключённых с синяками. В конце концов, натурщиком стал мальчик по имени Томми Форсберг из Вустера в штате Массачусетс, который упал в лестничный пролёт, получив даже два синяка под глазами. Отец отвёз его в студию Роквелла и заставил позировать.
Выбор Мэри для картины оказался удачным. Она, сидя перед кабинетом директора, «дьявольски» счастливо усмехается в то время, когда директор и секретарь совещаются в соседнем помещении о том, как справиться с ситуацией.

### «Девочка у зеркала» (1954)

Джейн Расселл в 1945 году

Картина «Девочка у зеркала», на основе которой была создана обложка журнала Saturday Evening Post, выполнена в технике масляной живописи по холсту, размер — 31½ × 29½ дюймов. Картина находится в коллекции Музея Нормана Роквелла. Полотно следует традиции изображения женщины, рассматривающей своё отражение. Иллюстратор Джордж О. Хьюз утверждал, что Роквелла вдохновила картина Эдуарда Мане. Предположительно, ещё две картины могли повлиять на создание этого полотна: «Девочка перед зеркалом» Пабло Пикассо и «Дочь художницы» Элизабет Виже-Лебрен.

Норман Роквелл. Девочка у зеркала, 1954

Известно, что Роквелл пробовал на роль натурщицы несколько девочек, с которых были сделаны постановочные фотографии для картины. В 2009 году историк Рон Шик опубликовал книгу «Норман Роквелл: За камерой», в которой впервые попытался собрать и проанализировать фотографии, которые Норман Роквелл использовал для создания своих картин. Работая вместе с опытными фотографами, среди которых были Джин Пелхэм в Арлингтоне, Билл Сковилл и Луи Дж. Ламон в Стокбридже (также тесные отношения художник поддерживал с Клеменсом Калишером, студия которого находилась рядом со студией Роквелла), Роквелл выступал в роли режиссёра, беседовал с натурщиками, выбирал реквизит, интерьеры и ландшафты для фотографий, которые сами превращались в произведения искусства. Многие из моделей были друзьями и соседями художника. Рон Шик использовал архив из почти 20 000 фотографий, составляющих коллекцию Музея Нормана Роквелла. В 2010 году в Бруклинском музее состоялась выставка, на которой были представлены 100 чёрно-белых фотографий из них.
Героиня картины «Девочка у зеркала» «как будто осознаёт свою женственность и опасается, что она не совсем готова к этому», — писала искусствовед Карал Энн Марлинг в своей книге 1997 года о Нормане Роквелле. «Я была лишь в пятом или шестом классе, и я не была ребёнком, который интересовался взрослением. Я просто хорошо проводила время», — рассказывает Мэри о работе над картиной. Художник попытался объяснить ей концепцию забытой куклы: «Ты забросила свою куклу — ты больше не играешь с куклами». Сама Мэри описывает себя в детстве как девчонку-сорванца, поэтому утверждает: «Я говорила себе: „Да я никогда с ними и не играла“». Роквелл знал, что Мэри не понимает эту мысль, поэтому снова попытался ей объяснить: «Мэри, ты никогда не стоишь перед зеркалом и не желаешь узнать, насколько красивой женщиной ты будешь? Я помню, как стоял перед зеркалом, расчёсывая волосы, гадая, насколько я буду красивым». Мэри не понимала художника: «Честно говоря, это не имело для меня никакого смысла, так как Норман был некрасивым! Поэтому я не придавала значения его словам и не могла их понять. По-моему, он просто сказал мне подумать о том, что стану красивой женщиной и как я смогу распорядиться своей жизнью».
Ричард Хальперн отмечает, что ночная рубашка на героине картины была более лёгкой и более облегающей, хотя и менее открытой, чем та, которую в действительности носила Мэри Уэлен. По его мнению, можно сопоставить картину Роквелла с картинами Веласкеса и Тициана, изображающими Венеру у зеркала, а также с картиной Питера Янса Санредама «Художник и его модель», основанной на более ранней работе нидерландского гравёра и художника Хендрика Гольциуса. Он утверждает, что Мэри Уэлен, конечно же, не Венера, но в этом и заключается один из элементов юмора картины. Роль Венеры, возможно, играла Джейн Расселл (изображённая на репродукции журнала, англ. «Mary Whalen is no Venus, of course — and this is part of the image’s humor — but perhaps Jane Russell is»). Роль Эроса (или Амура), по его мнению, играет кукла, которая, хотя и не держит вертикально зеркало, как Амур на картине Тициана или Веласкеса, но по крайней мере подпирает его край. Хальперн отмечает поднятый край юбки куклы и пишет: «Однако есть что-то слегка неприличное в позе куклы» (англ. «But there is something slightly indecent about its posture»).
Мэри рассказывала, что Роквелл почувствовал, что допустил ошибку, запечатлев на картине журнал, на котором изображена секс-символ и кинозвезда Джейн Расселл. За это его критиковали в 1950-е годы. «Я не должен был добавлять фотографию кинозвезды, — говорил Роквелл позже, — маленькая девочка не задаётся вопросом, похожа ли она на звезду, а просто пытается оценить своё собственное обаяние». К тому времени, когда была опубликована «Девушка у зеркала», Роквелл уже переехал из Вермонта в Стокбридж, штат Массачусетс. Он написал девочке письмо и сообщил, что картина вскоре появится в журнале (она была напечатана на обложке Saturday Evening Post 6 марта 1954 года). Роквелл прислал ей также фотографию, на которой она позировала для картины.
На протяжении десятилетий критики воспринимали Роквелла как популярного коммерческого иллюстратора. К настоящему времени многие из них пришли к выводу, что в ряде своих работ он выступает как настоящий художник. «Девочка у зеркала» — такая картина. Мэри, которая описывает эту картину как «сильно отличающуюся от большинства работ Роквелла», сравнивает тонкое использование цвета и освещения с другими лучшими произведениями Роквелла.
Картины, по мнению искусствоведов, вдохновлявшие художника на создание «Девочки у зеркала»

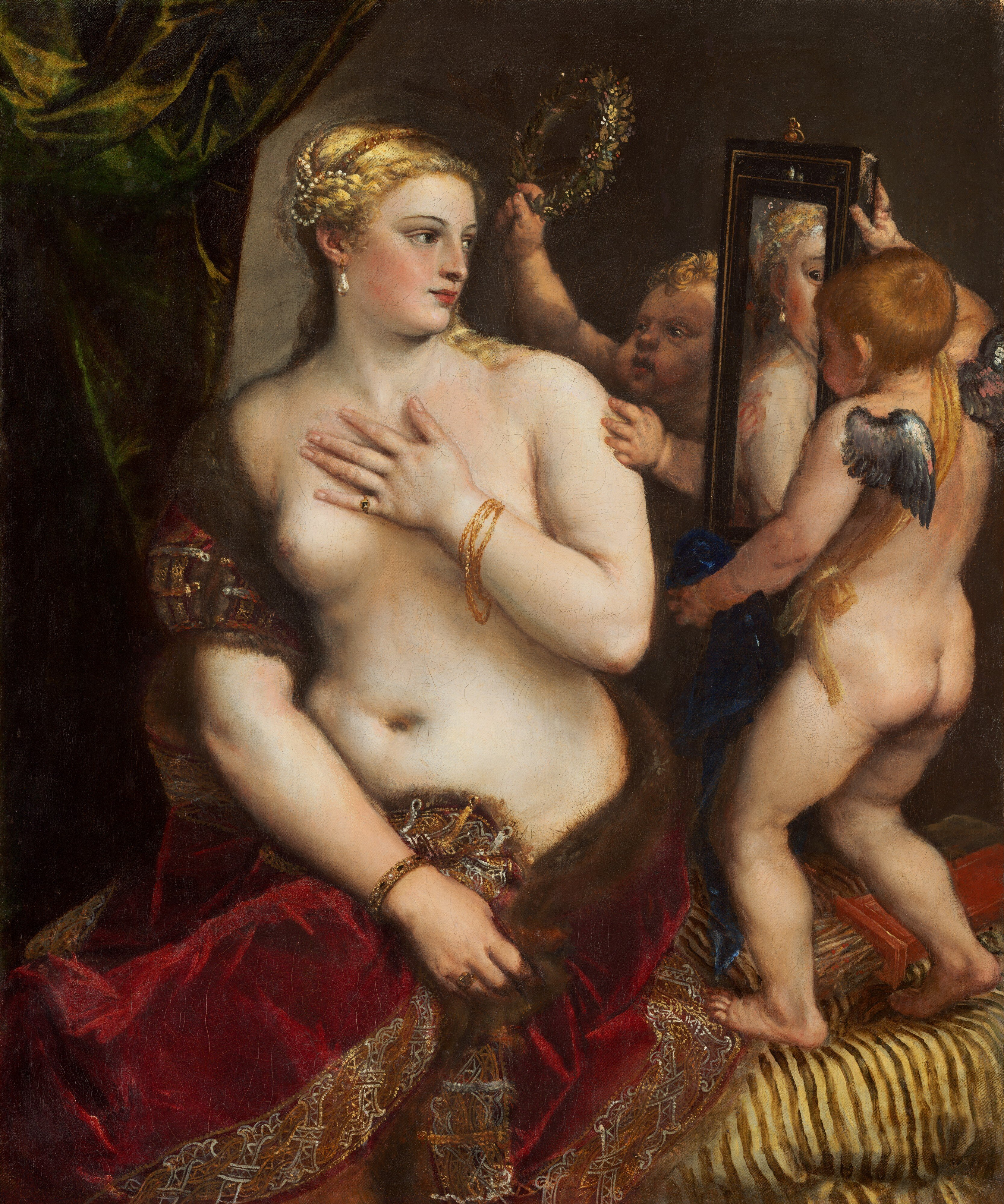
Тициан. Венера перед зеркалом, около 1555
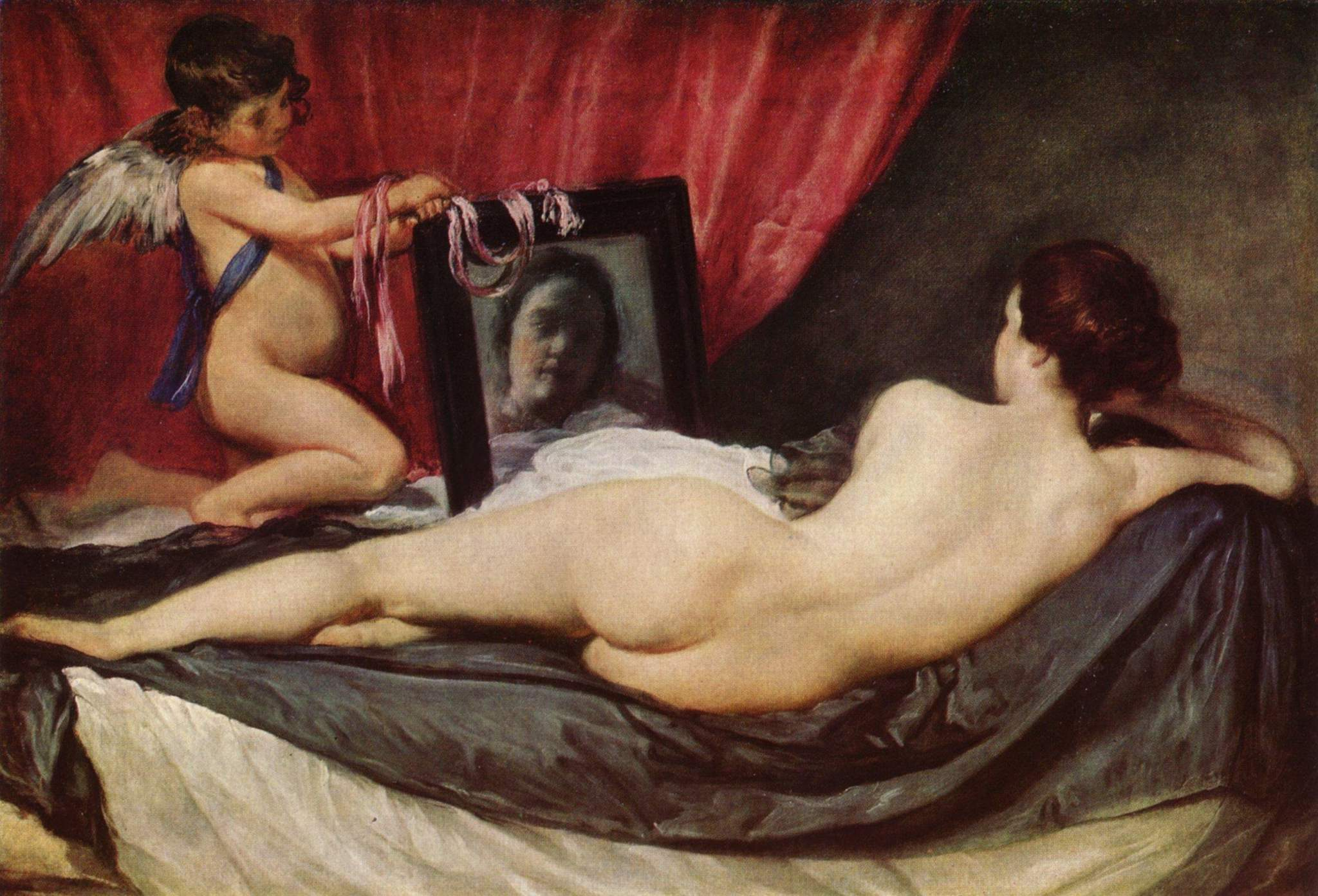
Диего Веласкес. Венера с зеркалом, ок. 1644 — 1648
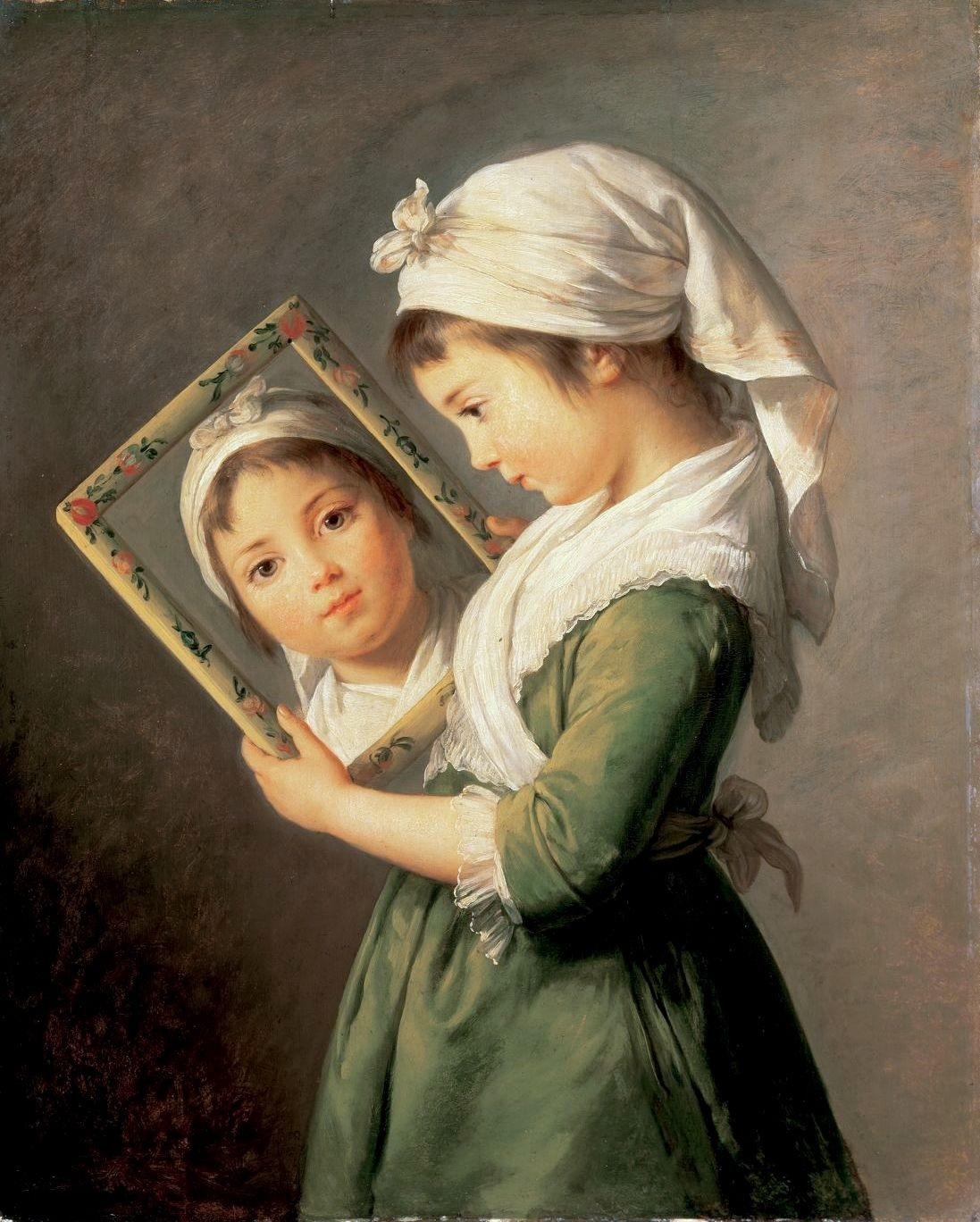
Элизабет Виже-Лебрен. Дочь художницы, 1787
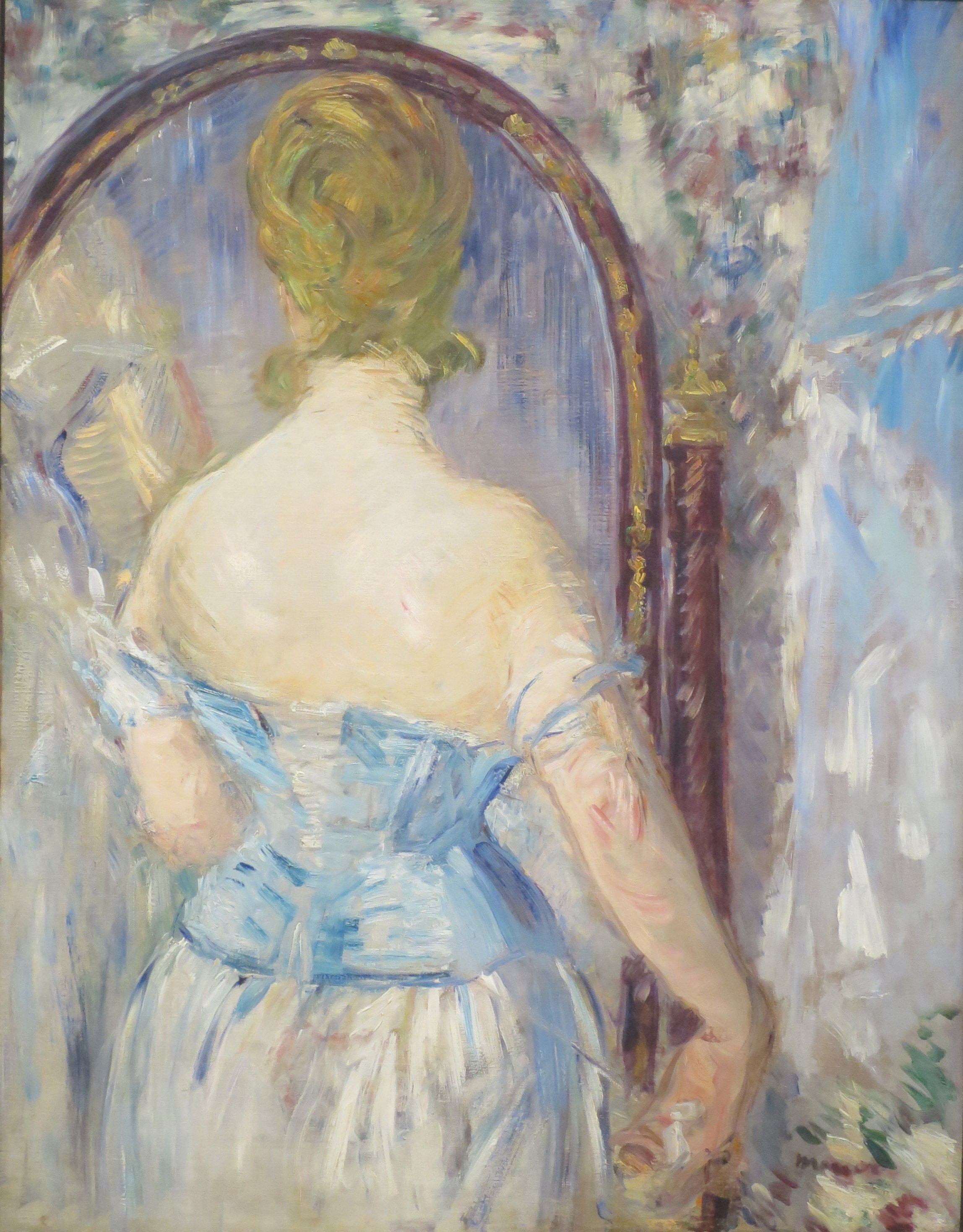
Эдуард Мане. Женщина перед зеркалом, 1876

## Комментарии
1. ↑  Сильное возмущение Мэри Уэлен вызвало предположение Соломон об «эксцентрично-сексуальной кукле» (возле левого нижнего угла зеркала), которая (поскольку правая рука куклы не видна за юбками) «…могла почти что мастурбировать» (англ. «the doll could almost be masturbating». Solomon, Deborah. American Mirror: The Life and Art of Norman Rockwell. — Farrar, Straus and Giroux, 2013. — P. 292. — 512 p. — ISBN 9-780-3747-1104-7.). Среди критиков сексуальной компоненты книги Соломон (в целом положительная) рецензия газеты The New York Times: Keillor, Garrison. Norman Rockwell, the Storyteller: «American Mirror: The Life and Art of Norman Rockwell», by Deborah Solomon (англ.) // The New York Times : Газета. — 2013. — 19 December. Архивировано 12 сентября 2018 года., автор которой отметил, что с таким же основанием и «Давид» Микеланджело «…может почти что мастурбировать».